# Fabio Olivieri
Fabio Olivieri (ur. 29 kwietnia 1658 w Pesaro, zm. 9 lutego 1738 w Rzymie) – włoski kardynał.

## Życiorys
Urodził się 29 kwietnia 1658 roku w Pesaro, jako syn Giovanniego Andrei Abbatego Olivieriego i Giulii Albani. W 1700 roku został sekretarzem Brewe Apostolskich, a następnie referendarzem Trybunału Sygnatury Apostolskiej. 6 maja 1715 roku został kreowany kardynałem diakonem i otrzymał diakonię Santi Vito, Modesto e Crescenzia. Zmarł 9 lutego 1738 roku w Rzymie.